# Всеукраїнська асоціація автомобільних імпортерів і дилерів

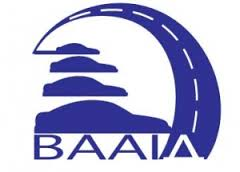
Логотип, 2025

Всеукраїнська асоціація автомобільних імпортерів і дилерів (ВААІД) — добровільна некомерційна асоціація (об'єднання підприємств), створена у 1999 році для координації діяльності і захисту законних прав і фінансово-економічних інтересів підприємців-операторів автомобільного ринку України.
Станом на  2025 рік, ВААІД об'єднує 827 компаній — представництв заводів, автоімпортерів, дилерів та інших підприємств-операторів автомобільного ринку України.

## Основні напрямки діяльності
- Сприяння в розвитку комерційної діяльності в галузі продажу автомобілів іноземного виробництва, створення умов для підвищення якості надання сервісних та супутніх послуг.[1]

- Представництво інтересів Учасників Асоціації в відносинах з державними центральними та місцевими органами влади та управління, громадськими органами та організаціями.[1]

- Участь в підготовці проектів Законів України та підзаконних актів (в тому числі альтернативних), що стосуються сфери діяльності Асоціації та її Учасників, розроблення пропозицій щодо удосконалення державного регулювання торгівлі автомобілями.[1]

- Організація та участь в автомобільних виставках, презентаціях, інші рекламно-інформаційні заходи.[1]

- Участь у заходах, пов'язаних з обговоренням та розробкою питань щодо встановлення вимог сертифікації до автомобілів, запчастин, вузлів, агрегатів, додержання вимог якості, екологічної безпеки, застосування нових технологій сервісу та ремонту тощо.[1]

- Координація спільних заходів, інвестиційних та інших комерційних проектів Учасників Асоціації.[1]

- Інформування споживачів та громадськість щодо діяльності офіційних імпортерів, дилерів та дистриб'юторів автомобілів іноземного виробництва.[1]

- Організація і проведення добродійних, милосердних заходів.[1]

- Окремим напрямком діяльності ВААІД є організація та проведення під егідою Асоціації автомобільних виставок.[1]

## Результати діяльності
Представники ВААІД входили до складу робочих груп по підготовці Законів України, шо стосуються діяльності МВС та сфери безпеки дорожнього pуху. 
ВААІД тісно співпрацює з Міністерством внутрішніх справ України. Представники входили до складу постійно діючої робочої групи при Кабінеті міністрів України стосовно реформування в сфері збору за першу реєстрацію транспортних засобів, сплату якого контролюють представники СЦ МВС України.
Також був переданий до Верховної Ради України для опрацювання народними депутатами та реєстрації в ВР законопроект «Про внесення змін до деяких законодавчих актів України щодо стимулювання розвитку ринку вживаних товарів» (стосовно торгівлі потриманими автомобілями trade-in та їх реєстрації в підрозділах МВС України).

## Керівник
З 1999 року, генеральний директор — Назаренко Олег Юрійович.
Засновник — Міщенко Сергій Олександрович.